# Zijara (Dżabal Siman)
Zijara (arab. زيارة) – wieś w Syrii, w muhafazie Aleppo, w dystrykcie Dżabal Siman. W 2004 roku liczyła 182 mieszkańców.